# Challenge League
Challenge League är schweiziska fotbollsligans näst högsta division. 10 klubbar spelar i divisionen och vinnarna flyttas upp till Raiffeisen Super League. Vinnarna får spela i den högsta divisionen nästa säsong. Klubben som kommer sist flyttas ner till 1. Liga.

## Historia
| År   | Första plats     | Andra plats     | Avspelsmatch                                                                   | Nedflyttade                                         |
| ---- | ---------------- | --------------- | ------------------------------------------------------------------------------ | --------------------------------------------------- |
| 2004 | FC Schaffhausen  | FC Vaduz        | Neuchâtel Xamax 2–0 FC Vaduz 2–1 Neuchâtel Xamax vann med sammanlagt 3–2.      | SR Delémont                                         |
| 2005 | Yverdon-Sport FC | FC Vaduz        | FC Schaffhausen 1–1 FC Vaduz 0–1 FC Schaffhausen vann med sammanlagt 2–1.      | FC Baden FC Bulle                                   |
| 2006 | FC Luzern        | FC Sion         | FC Sion 0–0 Neuchâtel Xamax 0–3 FC Sion vann med sammanlagt 3–0.               | FC Baden FC Meyrin                                  |
| 2007 | Neuchâtel Xamax  | AC Bellinzona   | AC Bellinzona 1–2 FC Aarau 3–1 AC Bellinzona FC Aarau vann med sammanlagt 5–2. | FC Baulmes SC Young Fellows Juventus                |
| 2008 | Vaduz            | Bellinzona      | Bellinzona 3–2 St. Gallen 0–2 Bellinzona vann med sammanlagt 5–2.              | Delémont Kriens Chiasso Cham                        |
| 2009 | St. Gallen       | Lugano          | Lugano 1–0 Luzern 5–0 Lugano Luzern vann med sammanlagt 5–1.                   | Locarno Gossau                                      |
| 2010 | Thun             | Lugano          | Bellinzona 2–1 Lugano 0–0 Bellinzona vann med sammanlagt 2–1.                  | Le Mont Gossau                                      |
| 2011 | Lausanne-Sport   | Servette        | Bellinzona 1–0 Servette 3–1 Bellinzona Servette vann med sammanlagt 3–2.       | Schaffhausen Yverdon                                |
| 2012 | St. Gallen       | Aarau           | Sion 2–0 Aarau 1–0 Sion vann med sammanlagt 2–1.                               | Stade Nyonnais Étoile Carouge Delémont Kriens Brühl |
| 2013 | Aarau            | Bellinzona      |                                                                                | Locarno                                             |
| 2014 | Vaduz            | Lugano          |                                                                                | Locarno                                             |
| 2015 | Lugano           | Servette        |                                                                                | Biel-Bienne                                         |
| 2016 | Lausanne-Sport   | Neuchâtel Xamax |                                                                                | Biel-Bienne                                         |
| 2017 | Zürich           | Neuchâtel Xamax |                                                                                | Wil                                                 |
| 2018 | Neuchâtel Xamax  | Schaffhausen    |                                                                                | Wohlen                                              |
| 2019 | Servette         | Aarau           | Neuchâtel Xamax 0–4 Aarau 0–4 Neuchâtel Xamax vann med 5–4 efter straffar.     | Rapperswil-Jona                                     |

1. ↑  FC Sion flyttades upp i ligan 29 oktober 2003. Bara en klubb relegerades och en flyttades upp för att utöka ligan till 18 klubbar till säsongen 2004/2005.
2. ↑  FC Baden relegerades inte eftersom Servette FC tvångsnedflyttades till 1. Liga p.g.a. dålig ekonomi.
3. 1 2  Delémont och Kriens blev även dem nedflyttade när ligan bantades från 18 till 16 lag.
4. 1 2  Locarno och Gossau blev inte nedflyttade på grund av att Concordia Basel och La Chaux-de-Fonds inte fick någon elitlicens.
5. ↑  Locarno blev inte nedflyttade på grund av att Bellinzona inte fick någon elitlicens.
6. ↑  Biel-Bienne blev inte nedflyttade på grund av att Servette inte fick någon elitlicens.
7. ↑  Wil blev inte nedflyttade på grund av att Le Mont frivilligt degraderade sig tre steg.

## Klubbar 2019/2020
| - Aarau - Chiasso - Grasshopper Club Zürich - Kriens - Lausanne-Sport - Schaffhausen - Stade Lausanne Ouchy - Vaduz - Wil - Winterthur |